# غريغ فليش
غريغ فليش (بالإنجليزية: Greg Flesch)‏ هو موسيقي وعازف قيثارة أمريكي، ولد في 1960.

## وصلات خارجية
- غريغ فليش على موقع IMDb (الإنجليزية)
- غريغ فليش على موقع ميوزك برينز (الإنجليزية)
- غريغ فليش على موقع ديسكوغز (الإنجليزية)